# Gepard (lớp khinh hạm)
Lớp tàu hộ vệ tên lửa Gepard (tiếng Nga: Гепард), định danh của Nga là Đề án 11661, là lớp tàu chiến được thiết kế nhằm thay thế cho các tàu corvette lớp Koni, Grisha, và Parchim trước đây. Chiếc đầu tiên trong lớp Yastreb (Hawk), được chế tạo tại xưởng đóng tàu Zelenodol'slk Zavod ở Tartarstan năm 1991. Nó được hạ thủy tháng 7 năm 1993, việc trang bị của tàu chỉ mới gần hoàn thiện vào năm 1995 vì thiếu vốn. Được đổi tên lại thành Tartarstan, cuối cùng chiếc tàu cũng được hoàn thành tháng 7 năm 2002, và hiện đang phục vụ như một soái hạm của Chi hạm đội Caspian. Hai chiếc tàu cùng lớp với nó, Albtross (được đổi tên lại thành Dagestan) và Burevestnik (Chim báo bão), vẫn đang được chế tạo. 4 tàu thuộc lớp 11661E cũng đã hoàn thành và được giao cho Việt Nam.

## Thiết kế
Lớp Gepard được thiết kế để có khả năng triển khai vũ khí ở trạng thái mặt biển đến mức 5. Cấu trúc chính của tàu chủ yếu được làm bằng thép, kết hợp với hợp kim nhôm-magie ở phần trên của phần cấu trúc thượng tầng. Tàu được trang bị cánh ổn định và bánh lái đôi, và sử dụng cả 2 loại động cơ tua bin khí và diesel cho cấu hình truyền động CODOG giúp cho tàu có vận tốc tối đa lên đến 28 hải lý/giờ. Hệ thống điện trên tàu được cung cấp bởi 3 máy phát điện diesel công suất 600 kW/giờ.

## Lịch sử hoạt động
Tháng 10 năm 2015, tàu Dagestan cùng 3 tàu chiến khác thuộc Chi hạm đội Caspian của Hải quân Nga đã phóng tên lửa hành trình vào các mục tiêu ở Syria. Các tên lửa đã bay vói quãng đường gần 1,500 km qua Iran và Iraq và đã đánh trúng các mục tiêu ở Raqqa và Aleppo (đang duói sự quản lí của Nhà nước Hồi giáo Iraq và Levant) cũng như ở Idlib (đang dưới sự quản lí của Al-Qaeda và Al-Nusra Front). Lực lượng Peshmerga đã đăng tải một video về 2 tên lửa hành trình đang bay đến Syria.

## Vũ khí

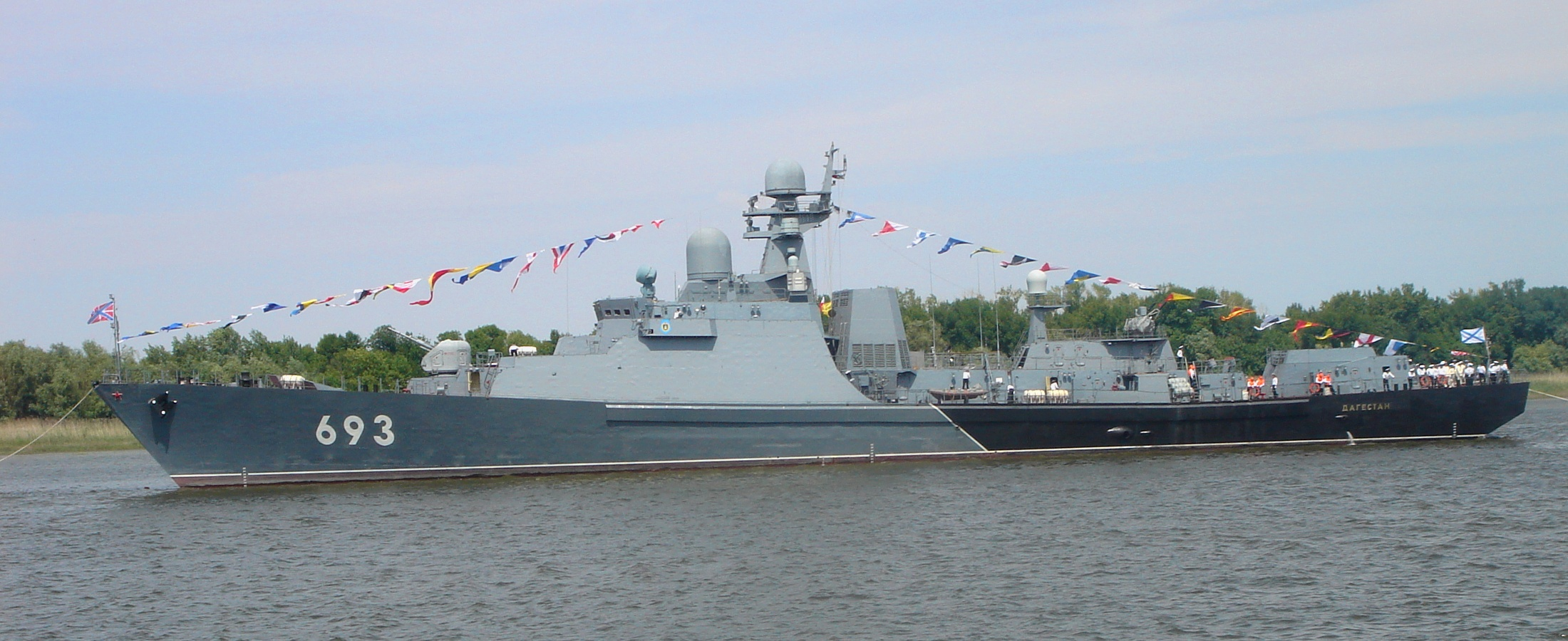
Khinh hạm Dagestan của Hải quân Nga

Thân tàu và kiến trúc thượng tầng được xây dựng chủ yếu bằng thép, với một số nhôm-magie được sử dụng trong kiến trúc thượng tầng. Thân tàu được chia thành 10 khoang kín nước, con tàu được thiết kế để duy trì hoạt động ngay cả khi hai khoang bị thủng và ngập nước.
Hệ thống ra đa bao gồm ra đa phát hiện mục tiêu trên không MR-352 "Poritiv" có tầm phát hiện lên đến 130 km, radar điều khiển cụm hỏa lực "Monolit", radar điều khiển tên lửa phòng không MPZ-301 "Baza", radar điều khiển pháo phòng không MR-123 Vympel.
Hệ thống tác chiến điện tử có thể được trang bị cho tàu gồm các thiết bị gây nhiễu chủ động và thụ động, cũng như 2 bệ phóng 8 ống phóng thiết bị gây nhiễu PK-16.
Ngoài ra, tùy vào cấu hình mà tàu có thể được trang bị:
- 1 hệ thống phòng thủ tầm gần Palma bao gồm: 8 tên lửa dẫn đường bằng laser 9M337 Sosna-R (có tầm bắn 10 km, độ cao tối đa 5 km) và hai pháo GSh-6-30 sáu nòng 30 mm bắn đạn xuyên giáp tách vỏ (APDS) và đạn cháy/phân mảnh (HEFI), mỗi khẩu pháo có 1.500 viên đạn sẵn sàng để sử dụng, có tốc độ bắn 10.000 phát/phút, sơ tốc đầu nòng là 900 m/s. Tầm bắn của hiệu quả của pháo là 4000 m với mục tiêu trên không và 5000 m với mục tiêu trên biển. Hệ thống điều khiển radar, quang học kết hợp hồng ngoại của Palma có thể phát hiện các tàu cỡ nhỏ ở khoảng cách 70 km và các mục tiêu máy bay chiến đấu nhỏ ở 7 km. Thời gian phản ứng của hệ thống Palma rất nhanh, chỉ từ 3 đến 5 giây (từ khi phát hiện mục tiêu đến lúc khai hỏa)
- 8 tên lửa chống hạm Kh-35 (2 bệ phóng, mỗi bệ gồm 4 ống phóng)
- 1 pháo hải quân lưỡng dụng AK-176M (152 viên đạn), với tầm bắn khoảng 15 km. Tháp pháo nặng 9,5 tấn, giá đỡ pháo có góc xoay +/- 175 độ theo góc phương vị và độ cao -10 độ đến +85 độ. Vận tốc của đạn pháo là 980 m/s. AK-176M có thể lựa chọn chế độ bắn là 30, 60 và 120 viên mỗi phút. Với tốc độ 120 viên/phút pháo sẽ bắn 75 phát đạn, sau đó phải mất khoảng 30 phút làm nguội nòng. AK-176 có hiệu quả chống lại tên lửa, mất trung bình 25 viên đạn để bắn hạ một tên lửa chống hạm cận âm như AGM-84 Harpoon. Các tàu lớp Gepard mới thì được trang bị pháo AK-176MA, phiên bản này có khả năng bắn bắn tối đa 150 viên/phút với độ chính xác cao hơn, trang bị hệ thống quang học Sfera-2 có phạm vi quan sát lớn hơn, trong khi khối lượng tháp pháo đã giảm xuống còn chưa đầy 9 tấn.
- Sàn đáp và khoang chứa hở cho 1 trực thăng săn ngầm Ka-28
- Thiết bị định vị thủy âm ở độ sâu khác nhau VDS

Đối với tác chiến chống ngầm, Gepard mang theo một bệ phóng đôi ngư lôi 533 mm ở mỗi bên của con tàu. Gepard sử dụng ngư lôi TEST-71M-NK. Ngư lôi TEST-71M-NK là ngư lôi có dây dẫn điều khiển, có thể chuyển sang mục tiêu thay thế và nó có thể cơ động theo hai trục. Nó có tầm bắn 20 km và có tốc độ 35 hải lý. Ngư lôi dài 7,93 mét, trọng lượng 1.820 kg và có đầu đạn 205 kg. Nó có lợi thế là sử dụng 2 loại ngòi nổ khác nhau, một được kích hoạt bằng âm học và một bằng từ trường của mục tiêu.
Người ta không rõ những loại sonar nào được các tàu Gepard mang theo, nhưng những chiếc Gerpard ban đầu của Nga thường mang theo bộ sonar thân tàu MGK-335EM-03. Đây là sonar chủ động/thụ động có góc quét 260 độ, và có thể phát hiện tàu ngầm ở khoảng cách 10–12 km và ngư lôi ở khoảng cách 2 km.
Gepard mang 3 ra đa chính:
- Radar tìm kiếm ba chiều Pozitiv-ME1. Ra đa hoạt động trên băng tần X. Có thể theo dõi 40 mục tiêu trong khi vẫn có khả năng theo dõi 3 đến 5 mục tiêu cho tên lửa, có thể phát hiện mục tiêu ở khoảng cách lên tới 150 km bay ở độ cao tới 30.000 mét. Các mục tiêu trên không có kích thước máy bay chiến đấu với RCS > 1 m2 bay ở độ cao 1.000 mét được phát hiện ở cự ly 110 km, tên lửa chống hạm (RCS > 0,03 m2) bay ở độ cao 15 mét, được phát hiện từ khoảng cách 13–15 km.
- Radar điều khiển hỏa lực Mineral-ME cho tên lửa chống hạm Kh-35. Ở chế độ chủ động, ra đa có phạm vi phát hiện tối đa 250 km, trong khi ở chế độ thụ động có thể phát hiện mục tiêu ở phạm vi lên tới 450 km. Có thể điều khiển tên lửa có hiệu quả ở phạm vi 30 km trong khi đồng thời theo dõi tới 10 mục tiêu. Ra đa có thể giám sát tới 200 mục tiêu mặt nước, theo dõi tới 50 mục tiêu (thụ động) hoặc 30 mục tiêu (chế độ chủ động) trong khi trao đổi dữ liệu mục tiêu với tối đa 9 tàu mặt nước.
- Radar điều khiển hỏa lực MR-123 Laska cho pháo 30 mm, pháo 76 mm và cho hệ thống Palma.

Hệ thống quản lý chiến đấu (CMS) Sigma-E là trái tim của con tàu. CMS gồm máy tính và phần mềm tích hợp tất cả vũ khí, dữ liệu, cảm biến và thiết bị khác của một con tàu vào một hệ thống, tất cả các cảm biến và hệ thống vũ khí của tàu được kết nối và được điều khiển từ nó. CMS là bộ phận chỉ huy và ra quyết định trung tâm trong hệ thống chiến đấu của tàu. Về cơ bản, nó cho phép các thủy thủ chống lại các mối đe dọa nhanh hơn và hiệu quả hơn, đặc biệt là trong các hoạt động chiến đấu. Hệ thống quản lý chiến đấu Sigma-E có thể được trang bị tới 12 trạm làm việc để giám sát một loạt các quy trình chỉ huy và kiểm soát.
Về hệ thống tác chiến điện tử & biện pháp đối phó, các tàu Gepard có hệ thống biện pháp đối phó điện tử (ECM) MP-405E và MP-407E, hệ thống đối phó sonar, trạm phát hiện laser Spektr-F4 và bốn ống phóng mồi nhử PK-10:
- Hệ thống ECM MP-405 E và MP-407E: được thiết kế để ngăn chặn tín hiệu của các nền tảng phát điện tử trên không và trên tàu như radar thu nhận mục tiêu, radar điều khiển vũ khí và radar tìm kiếm, và thực hiện phân loại tín hiệu tự động để phân loại các mối đe dọa dựa trên mức độ nguy hiểm của chúng và để cung cấp biện pháp gây nhiễu các mối đe dọa như vậy. Các hệ thống này cũng tạo ra tín hiệu giả và phá vỡ hệ thống chỉ huy và kiểm soát của đối phương. Các hệ thống này bao gồm 2 thiết bị đánh chặn thụ động Bell Shroud và 2 thiết bị gây nhiễu Bell Squat.
- Hệ thống phóng mồi nhử PK-10: các viên đạn do nó phóng ra tạo thành các mồi nhử và pháo sáng để đánh lừa tên lửa được trang bị hệ thống dẫn đường hồng ngoại hoặc radar. Một bệ phóng mồi nhử PK-10 mang 10 viên đạn 120 mm có chiều dài là 1,22 mét và trọng lượng 25 kg, là loại đạn A3-SR-50, A3-SO-50 hoặc A3-SOM-50. Các tàu Gepard mang theo bốn bệ phóng mồi nhử PK-10, 2 ở phía trước và 2 ở phía sau tàu.

## Xuất khẩu

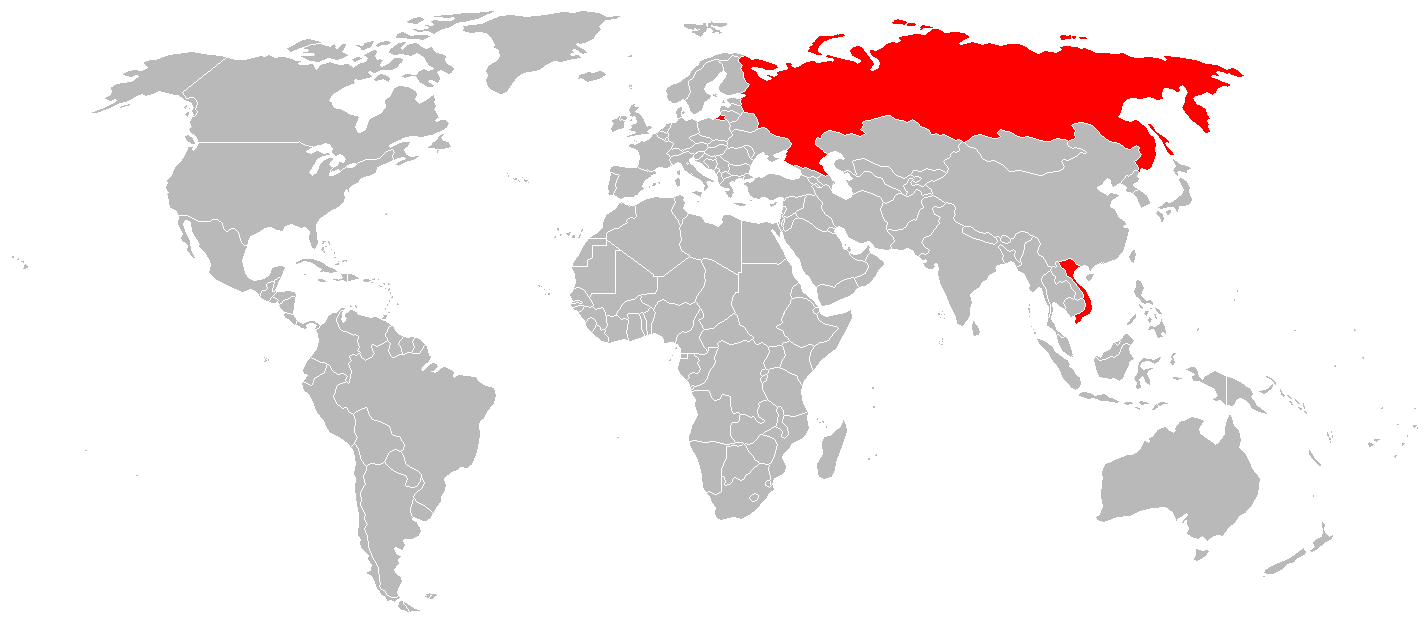
Hai quốc gia sử dụng tàu hộ vệ Gepard là Nga và Việt Nam

Lớp Gepard được thiết kế để trở thành một lớp tàu xuất khẩu hạng nhẹ, có giá rẻ. Nga đã giới thiệu trên thị trường 3 phiên bản:
- Gepard 3.9: Được thiết kế để tìm kiếm, theo dõi và tấn công các mục tiêu trên mặt đất, dưới nước và trên không một cách độc lập mà không phụ thuộc vào các tàu khác trong nhóm tác chiến. Tàu được trang bị động cơ tua bin khí với cấu hình CODOG. Tích hợp hai bệ phóng tên lửa chống hạm Kh-35, mỗi bệ trang bị 4 tên lửa. Tuy nhiên cũng có kế hoạch trang bị hệ thống phóng thẳng đứng 3S-14 dùng cho các tên lửa Club-N, Yakhont và hệ thống phòng không Shtil-1.[4] Việt Nam là nước đầu tiên và duy nhất hiện đang vận hành phiên bản này.
- Gepard 5.1: Được trang bị cấu hình như một tàu tuần tra xa bờ, dùng cho các nhiệm vụ tuần tra vùng biển thuộc lãnh thổ, tìm kiếm cứu nạn, bảo vệ môi trường, hỗ trợ các nhiệm vụ trên biển,... Có thể được trang bị vũ khí khác nếu cần thiết. Tàu được trang bị động cơ diesel 2 trục bố trí theo cấu hình CODAD.[5]
- Gepard 5.3: Tuơng tự như phiên bản 3.9 nhưng có đến 4 bệ phóng cho 16 tên lửa Kh-35 và sử dụng kiểu truyền động CODAD.[5]

### Việt Nam
Năm 2006, Hải quân Nhân dân Việt Nam đã đặt hàng hai tàu chiến lớp Gepard 3.9 và chúng đã được bàn giao vào năm 2011. Năm 2013, Việt Nam đã mua thêm hai chiếc nữa và đã được chuyển giao cho Hải quân Việt Nam vào đầu năm 2018.
Lô Gepard đầu tiên có giá 175 triệu mỗi chiếc trong khi giá của lô thứ hai tăng lên 350 triệu mỗi chiếc. Không rõ chi tiết của việc nâng cấp khiến tàu tăng giá, nhưng dựa trên các bức ảnh chụp bên ngoài thì có thể thấy những chiếc Gepard lô sau đã được nâng cấp thiết kế so với lô trước, cụ thể:
- 2 tàu Gepard đầu tiên có kích thước 102,14 x 13,09 x 5,3 mét, còn 2 tàu lô sau lớn hơn chút ít là 102,4 x 14,4 x 5,6 mét.
- 2 tàu Gepard đầu tiên có thủy thủ đoàn gồm 103 người, còn 2 tàu lô sau là 84 người (giảm 19 người) do tự động hóa được cải thiện. Chúng cũng có không gian cho thêm 16 nhân sự khi cần.
- 2 tàu của lô thứ hai có một hệ thống đẩy được cải tiến, nhưng không rõ chi tiết về điều đó.
- Lô Gepard thứ hai sử dụng hệ thống điều khiển tàu tích hợp Moskit-11661. Lô đầu tiên sử dụng một hệ thống đơn giản hơn.
- Lô Gepard thứ hai có vũ khí chống ngầm (gồm sonar và hai bệ phóng ngư lôi kép), còn lô đầu tiên không trang bị.
- Các tàu lô đầu tiên mang theo pháo AK-176M trong khi các tàu lô thứ hai mang pháo AK-176MA tiên tiến hơn.

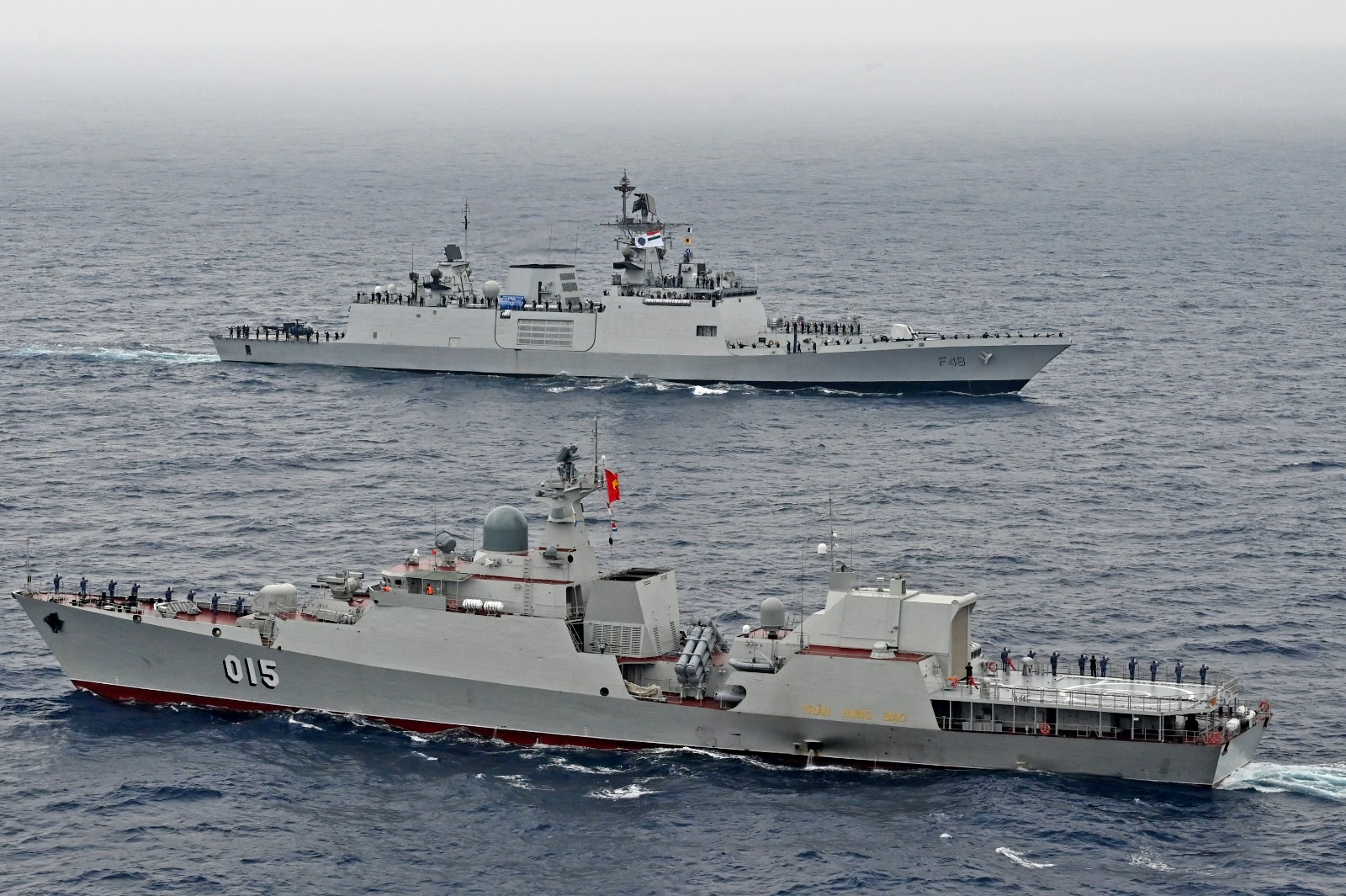
Tàu 015 Trần Hưng Đạo với hangar trực thăng đã được nâng cấp, thực hiện bài tập cơ động cùng với tàu INS Satpura (F-48) trong một cuộc tập trận hàng hải năm 2023.

Ngoài ra, có thể còn những nâng cấp khác trên các tàu Gepard của lô thứ hai, nhưng không thể nhận ra qua các bức ảnh được công bố. Nhìn chung việc các tàu Gepard của lô thứ hai đội giá gấp đôi so với lô đầu tiên chủ yếu là do động cơ cùng hệ thống vũ khí chống ngầm, cũng có nhiều ý kiến cho rằng Việt Nam không nên chọn nhà thầu Nga do thi công đóng tàu quá lâu mà giá cả lại đắt đỏ và không hiệu quả nếu so với tốc độ mở rộng ngày càng tăng của Hải quân Quân Giải phóng Nhân dân Trung Quốc
Hải quân Việt Nam có một cơ sở đào tạo cho các tàu Gepard với hệ thống đào tạo mô phỏng Laguna-11661 hiện đại.
Năm 2020, Hải quân Nhân dân Việt Nam được cho là đã đang xem xét đặt mua thêm 1 cặp (2 tàu) Gepard, khả năng cao được trang bị thêm cụm 8 ống phống thẳng đứng có thể phóng các tên lửa phòng không tầm trung, cao S-300F, tên lửa hành trình 3M-54 Klub.

### Srilanka
Srilanka đã bắt đầu đàm phán về việc mua các tàu lớp Gepard 5.1 và năm 2017 và tổng thống Maithripala Sirisena đã chấp thuận hợp đồng vào tháng 9 năm 2017.

## Các tàu trong lớp
| Số hiệu                          | Tên                        | Định danh              | Nhà sản xuất               | Đặt lườn             | Hạ thủy              | Biên chế             | Hạm đội           | Tình trạng       |
| Hải quân Nga (2)                 | Hải quân Nga (2)           | Hải quân Nga (2)       | Hải quân Nga (2)           | Hải quân Nga (2)     | Hải quân Nga (2)     | Hải quân Nga (2)     | Hải quân Nga (2)  | Hải quân Nga (2) |
| -------------------------------- | -------------------------- | ---------------------- | -------------------------- | -------------------- | -------------------- | -------------------- | ----------------- | ---------------- |
| 691                              | Tatarstan (tên cũ Yastreb) | 11661                  | Xưởng đóng tàu Zelenodolsk | 1993                 | 2 tháng 7 năm 2001   | 31 tháng 4 năm 2003  | Chi hạm đội Caspi | Hoạt động        |
| 693                              | Dagestan (tên cũ Albatros) | 11661K                 | Xưởng đóng tàu Zelenodolsk | 1994                 | 1 tháng 4 năm 2011   | 28 tháng 11 năm 2012 | Chi hạm đội Caspi | Hoạt động        |
| Hải quân Nhân dân Việt Nam (4+2) |                            |                        |                            |                      |                      |                      |                   |                  |
| 011                              | Đinh Tiên Hoàng            | 11661E (Gepard 3.9 I)  | Xưởng đóng tàu Zelenodolsk | 10 tháng 7 năm 2007  | 12 tháng 12 năm 2010 | 23 tháng 3 năm 2011  | Vùng 4 Hải quân   | Hoạt động        |
| 012                              | Lý Thái Tổ                 | 11661E (Gepard 3.9 I)  | Xưởng đóng tàu Zelenodolsk | 27 tháng 11 năm 2007 | 16 tháng 3 năm 2011  | 22 tháng 8 năm 2011  | Vùng 4 Hải quân   | Hoạt động        |
| 015                              | Trần Hưng Đạo              | 11661E (Gepard 3.9 II) | Xưởng đóng tàu Zelenodolsk | 24 tháng 9 năm 2013  | 27 tháng 4 năm 2016  | 6 tháng 2 năm 2018   | Vùng 4 Hải quân   | Hoạt động        |
| 016                              | Quang Trung                | 11661E (Gepard 3.9 II) | Xưởng đóng tàu Zelenodolsk | 24 tháng 9 năm 2013  | 26 tháng 5 năm 2016  | 6 thàng 2 năm 2018   | Vùng 4 Hải quân   | Hoạt động        |